# اینترمدیا
اینترمدیا (انگلیسی: Intermedia) نام کمپانی تولید فیلم می‌باشد در سال ۱۹۹۱ در لندن تأسیس شد.

## منتخب فیلم‌ها
- نابودگر ۳: خیزش ماشین‌ها
- نابودگر: رستگاری
- طراح مراسم ازدواج
- پرستار بتی
- غریزه اصلی ۲
- هوانورد (فیلم ۲۰۰۴)
- کی-۱۹: ویدومیکر
- اسکندر (فیلم)
- اقتباس (فیلم ۲۰۰۲)
- آمریکایی آرام (فیلم ۲۰۰۲)
- کی-پکس (فیلم)
- آیریس (فیلم)
- معما (فیلم ۲۰۰۱)
- امنیت ملی (فیلم ۲۰۰۳)